# Tunde Baiyewu
Tunde Emanuel Baiyewu (* 25. November 1968 in London) ist ein Sänger aus Großbritannien, der als „Stimme der Lighthouse Family“ international bekannt wurde. Nach deren Auflösung widmet er sich seit 2004 seiner Solo-Karriere, die er mit der Veröffentlichung seines ersten Solo-Albums „Tunde“ begann.

## Leben
Der in London geborene Baiyewu lebte nach dem Tod seines Vaters seit seinem fünften Lebensjahr in Nigeria. Zehn Jahre später kam er nach England zurück, wo er die University of Northumbria in Newcastle besuchte und einen Abschluss in Accounting erhielt.
Vom 13. bis zum 16. Januar 2007 ging Baiyewu seit vier Jahren zum ersten Mal wieder auf die Bühne und gab Konzerte in Edinburgh, Manchester, Wolverhampton und London. An den Konzerten wurden Lighthouse Family Hits mit Stücken von seinem Album „Tunde“ kombiniert. Begleitet wurde er auf seiner Tour von der Duisburger Sängerin und Pianistin Anke Johannsen.

## Diskografie (Solo)
Alben
- 2004: Tunde
- 2013: Diamond In A Rock